# Biblioteca Nacional Digital de Chile

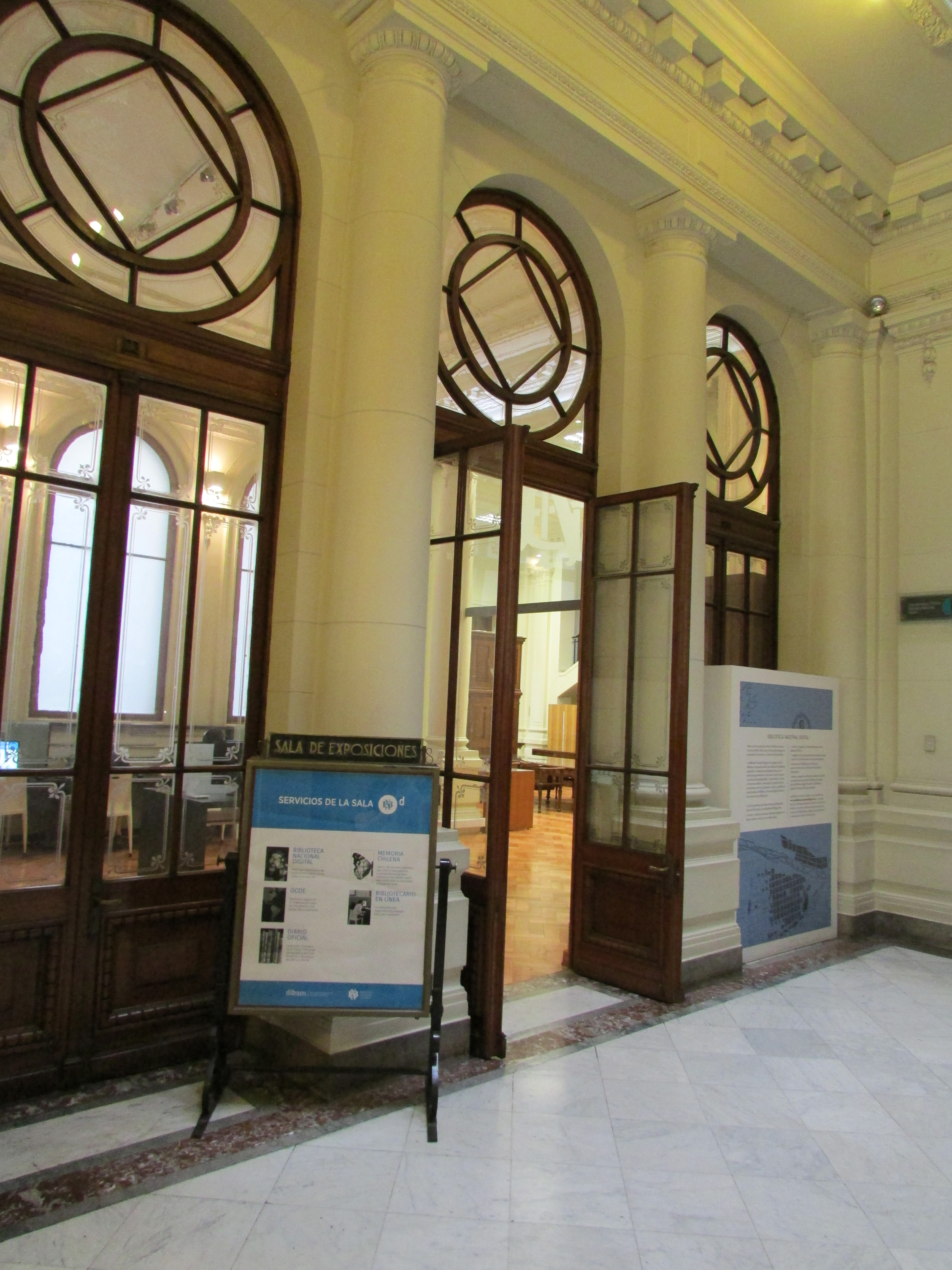
Sala de acceso a la Biblioteca Nacional Digital, en el Hall Alameda, dentro de la Biblioteca Nacional de Chile.

La Biblioteca Nacional Digital de Chile, es una plataforma creada por la Biblioteca Nacional de Chile el 19 de agosto de 2013, con motivo del bicentenario de la Biblioteca Nacional
 y busca «recopilar, preservar y difundir» la información, el conocimiento y la producción intelectual creada en Chile en soporte digital, a través de la ley de depósito legal, permitiendo la integración de los servicios digitales de la Biblioteca Nacional, generando un traspaso entre los usuarios que consultan colecciones análogas a la consulta digital de las colecciones, sin límites de tipo geográfico o temporal.

## Historia
La Biblioteca Nacional Digital fue inaugurada el 19 de agosto de 2013, durante la presidencia de Sebastián Piñera, bajo la dirección de la directora de la Dibam, Magdalena Krebs y de la directora de la Biblioteca Nacional de Chile, Ana Tironi.
Para noviembre de 2014 ya contaba con 80 000 títulos, fotos, vídeos y artículos en línea, y tenía como meta digitalizar 167 000 documentos.
El 19 de agosto de 2015 se lanza el sitio web «Archivo de la Web Chilena», un «servicio cuyo objetivo es almacenar y preservar diversos sitios web nacionales con la finalidad de asegurar la disponibilidad de la información y el conocimiento generado en formato digital, ante su eventual desaparición».

## Secciones
La Biblioteca Nacional Digital se encuentra compuesta de cuatro secciones:
- Memoria Chilena
- Depósito Electrónico
- Bibliotecario en Línea
- Visitas Virtuales

## Puntos de acceso
| Región      | Ciudad       | Ubicación                            | Fecha de inauguración   |
| ----------- | ------------ | ------------------------------------ | ----------------------- |
| Antofagasta | Antofagasta  | Biblioteca Regional de Antofagasta   | 14 de noviembre de 2013 |
| Atacama     | Copiapó      | Biblioteca Regional de Atacama       | 8 de octubre de 2014    |
| Coquimbo    | La Serena    | Biblioteca Regional Gabriela Mistral | 28 de junio de 2018     |
| Valparaíso  | Rapa Nui     | Biblioteca William Mulloy            | 7 de agosto de 2014     |
| Valparaíso  | Valparaíso   | Biblioteca Santiago Severín          | 29 de mayo de 2014      |
| Santiago    | Santiago     | Biblioteca Nacional de Chile         | 19 de agosto de 2013    |
| Los Lagos   | Puerto Montt | Biblioteca Regional de Los Lagos     | 25 de noviembre de 2014 |
| Aysén       | Coyhaique    | Biblioteca Regional de Aysén         | 26 de noviembre de 2014 |

| Biblioteca Reg. de Antofagasta Bibl. William Mulloy Biblioteca Reg. de Atacama Biblioteca Santiago Severín Biblioteca Nacional de Chile Bibl. Reg. de Los Lagos Biblioteca Reg. de Aysén |

## Estadísticas
Durante el año 2014, para el período comprendido entre enero y diciembre, la Biblioteca Nacional Digital recibió 66 820 visitas realizadas por unos 52 324 usuarios.